# Tiers-argent
Le tiers-argent est un alliage d'argent à hauteur d'environ un tiers en masse associé à de l'aluminium ou du maillechort. Résistant à la corrosion, il est utilisé en ornementation.